# Tighisti Ghebrihiwet
Tighisti Ghebrihiwet née en 1996, est une coureuse cycliste érythréenne.

## Palmarès
- 2017
  - 2e au championnat d'Érythrée sur route
- 2018
  -  Médaillée d'argent du championnat d'Afrique du contre-la-montre par équipes
- 2019
  -  Médaillée d'argent du championnat d'Afrique du contre-la-montre par équipes